# Kinder Bueno
Kinder Bueno (название образовано от слов Kinder, с нем. — «дети» и bueno с исп. — «хорошо, вкусный») — бренд кондитерского изделия, производимый итальянской кондитерской компанией Ferrero. Киндер Буэно, входящий в линейку бренда Kinder Chocolate, представляет собой вафли с начинкой из фундука и крема, покрытые молочным шоколадом и глазурью из тёмного шоколада.
Kinder Bueno появился в 1990 году и продаётся в 60 странах. Доступен в упаковках по две, три, шесть и коробках по двенадцать батончиков.

## Производство
Батончик Kinder Bueno производится на заводах во Франции и в Варшаве, Польше. С 2022 года в Блумингтоне, штат Иллинойс, строится новое производственное предприятие для продаж на рынках Северной Америки.

## Ассортимент продукции
- Kinder Bueno[3].
- Kinder Bueno White — Kinder Bueno, покрытый белым шоколадом и покрытый кусочками безе какао[4].
- Kinder Bueno Coconut — Kinder Bueno с кремом из лесных орехов в кокосовом молоке и вафельным батончиком, покрытым белым шоколадом, посыпанным кокосовой стружкой[5].
- Kinder Bueno Dark — Kinder Bueno, покрытый тёмным шоколадом[6].
- Kinder Bueno Mini — Kinder Bueno небольшого размера в индивидуальной упаковке.[7] Также доступны в пакетах Mini Mix, которые содержат сочетание классического, тёмного и белого Kinder Bueno Mini.[8].
- Kinder Bueno Advent Calendar — Рождественский календарь, содержащий сочетание классического, тёмного и белого Киндер Буэно Mini[9][10].
- Kinder Bueno Eggs — мини-шоколадные пасхальные яйца[11].
- Kinder Bueno Ice Cream — мороженое в рожках, доступно со вкусом классического и белого шоколада[12][13].

## Загрязнение ароматическими углеводородами минерального масла
Европейское управление по безопасности пищевых продуктов обнаружило, что шоколад содержит большое количество ароматических углеводородов минерального масла (MOAH), вероятного канцерогена. Загрязнение углеводородами часто вызвано методами обработки зерна или попадает в пищу вместе с упаковкой продукта. Материнская компания Kinder Ferrero не согласилась с выводом EFSA и заявила, что содержание всех продуктов ниже максимального допустимого уровням. Было обнаружено, что другие распространённые шоколадные продукты содержат аналогичные или более высокие уровни загрязнения.

## Использованная литература
1. 1 2  Thompson, Alyse. Kinder brand seeing success in U.S. confectionery market (англ.). www.candyindustry.com (22 ноября 2019). Дата обращения: 10 апреля 2022. Архивировано 23 ноября 2021 года.
2. ↑  Cioccolato per tutte le età (итал.). Kinder Italia. Дата обращения: 10 апреля 2022. Архивировано 18 июля 2022 года.
3. ↑  Sherred, Kristine. Kinder Bueno coming to US in Ferrero’s triple-whammy product launch (брит. англ.). confectionerynews.com (20 мая 2019). Дата обращения: 9 апреля 2022. Архивировано 16 сентября 2021 года.
4. ↑  Ferrero launches white chocolate Kinder Bueno bar aimed at women (англ.). Marketing Week (13 марта 2008). Дата обращения: 10 апреля 2022.
5. ↑  Pigram, Kelly. Kinder Bueno Coconut is FINALLY available in Australia. Taste.com.au (9 июня 2020). Дата обращения: 10 апреля 2022.
6. ↑  Kinder Bueno Dark returns to shelves (англ.). Talking Retail (16 февраля 2016). Дата обращения: 10 апреля 2022.
7. ↑  Struble, Cristine. Kinder Bueno Mini offers new way to enjoy the favorite treat (амер. англ.). FoodSided (15 июня 2021). Дата обращения: 9 апреля 2022. Архивировано 15 июня 2021 года.
8. ↑  Kinder Bueno Mini (англ.). Kinder Middle East. Дата обращения: 10 апреля 2022. Архивировано 10 апреля 2022 года.
9. ↑  Gladwell, Hattie. A Kinder Bueno advent calendar is here and December needs to hurry up (англ.). Metro (15 ноября 2017). Дата обращения: 10 апреля 2022. Архивировано 10 апреля 2022 года.
10. ↑  Ferrero unveils latest line-up of festive treats aiming to shine this Christmas (англ.). Confectionery Production (10 ноября 2021). Дата обращения: 10 апреля 2022. Архивировано 10 ноября 2021 года.
11. ↑  Jamieson, Naomi. Kinder Bueno mini eggs exist and fans are drooling (англ.). GoodtoKnow (11 марта 2022). Дата обращения: 10 апреля 2022. Архивировано 4 апреля 2022 года.
12. ↑  Fowler, Danielle. Kinder Bueno ice cream now exists and summer needs to hurry up (брит. англ.). Yahoo Life UK (7 февраля 2018). Дата обращения: 10 апреля 2022. Архивировано 25 сентября 2021 года.
13. ↑  kinder bueno Eis (нем.). kinder Deutschland. Дата обращения: 10 апреля 2022. Архивировано 10 апреля 2022 года.
14. ↑  Erneut krebsverdächtige Mineralöle in Schokolade – Kinder Riegel schneidet bei foodwatch-Test am schlechtesten ab (нем.). Foodwatch (4 июля 2016). Дата обращения: 23 марта 2022. Архивировано 7 апреля 2022 года.
15. ↑  Kinder chocolate bars found to contain dangerous levels of 'likely carcinogens'. The Independent (англ.). 20 июля 2016. Архивировано 6 июля 2016. Дата обращения: 23 марта 2022.
16. ↑  Kinder chocolates ‘don’t cause cancer’, but go easy on them. The National (Abu Dhabi). Дата обращения: 20 сентября 2021. Архивировано 20 сентября 2021 года.